# 슬러브
슬러브(Slurve)는 야구에서 투구의 구종 중 하나이다. 슬라이더와 커브를 합친 구종으로서 커브보다는 빠르고 슬라이더보다는 휘는 정도가 크다. 그립은 슬라이더 그립이고 던지는 폼은 커브 폼으로 던진다.

## 주요 선수
- 호세 페르난데스
- 레다메스 리즈
- 헨리 소사
- 최동원
- 양현종
- 송은범
- 박찬호
- 김민수 (kt)